# Stellulathyas
Stellulathyas är ett släkte av spindeldjur. Stellulathyas ingår i familjen Ctenothyadidae.
Stellulathyas är enda släktet i familjen Ctenothyadidae.
Kladogram enligt Catalogue of Life:
| Stellulathyas | \| \| Stellulathyas lundbladi \| \| \| \| \| \| Stellulathyas magnifica \| \| \| \| |
|               | \| \| Stellulathyas lundbladi \| \| \| \| \| \| Stellulathyas magnifica \| \| \| \| |
|               | Stellulathyas lundbladi                                                             |
|               |                                                                                     |
|               | Stellulathyas magnifica                                                             |
|               |                                                                                     |